# Björn Kaaling
Björn Lennart Kaaling, född 23 november 1948 i Trollhättan, är en svensk socialdemokratisk politiker, som mellan 1989 och 2002 var riksdagsledamot för Uppsala läns valkrets.